# Olympia (Manet)
Olympia is een olieverfschilderij van de Franse kunstschilder Édouard Manet (1832-1883) in realistische stijl. Het werd gemaakt in 1863 en meet 130,5 bij 190 cm. De Franse staat kocht het doek in 1890. Het behoort sinds 1986 tot de collectie van het Musée d'Orsay in Parijs.

## Kritiek
Manets schilderij Le déjeuner sur l'herbe had in 1863 al voor controverse gezorgd, maar toen Olympia voor het eerst werd tentoongesteld, in de Parijse salon van 1865, ontstond een heuse rel. Conservatieven noemden het werk "immoreel" en "vulgair". De journalist Antonin Proust schreef later hierover:
Dat het doek niet vernield werd, is louter te danken aan de voorzorgsmaatregelen van de directie.
Het werk had echter ook voorstanders. Émile Zola verklaarde dat het Manets "meesterwerk" was, en voegde toe:
Wanneer andere kunstenaars de natuur verbeteren door Venus te schilderen, dan liegen zij. Manet vroeg zichzelf af waarom hij zou liegen. Waarom niet de waarheid vertellen?

## Voorgangers

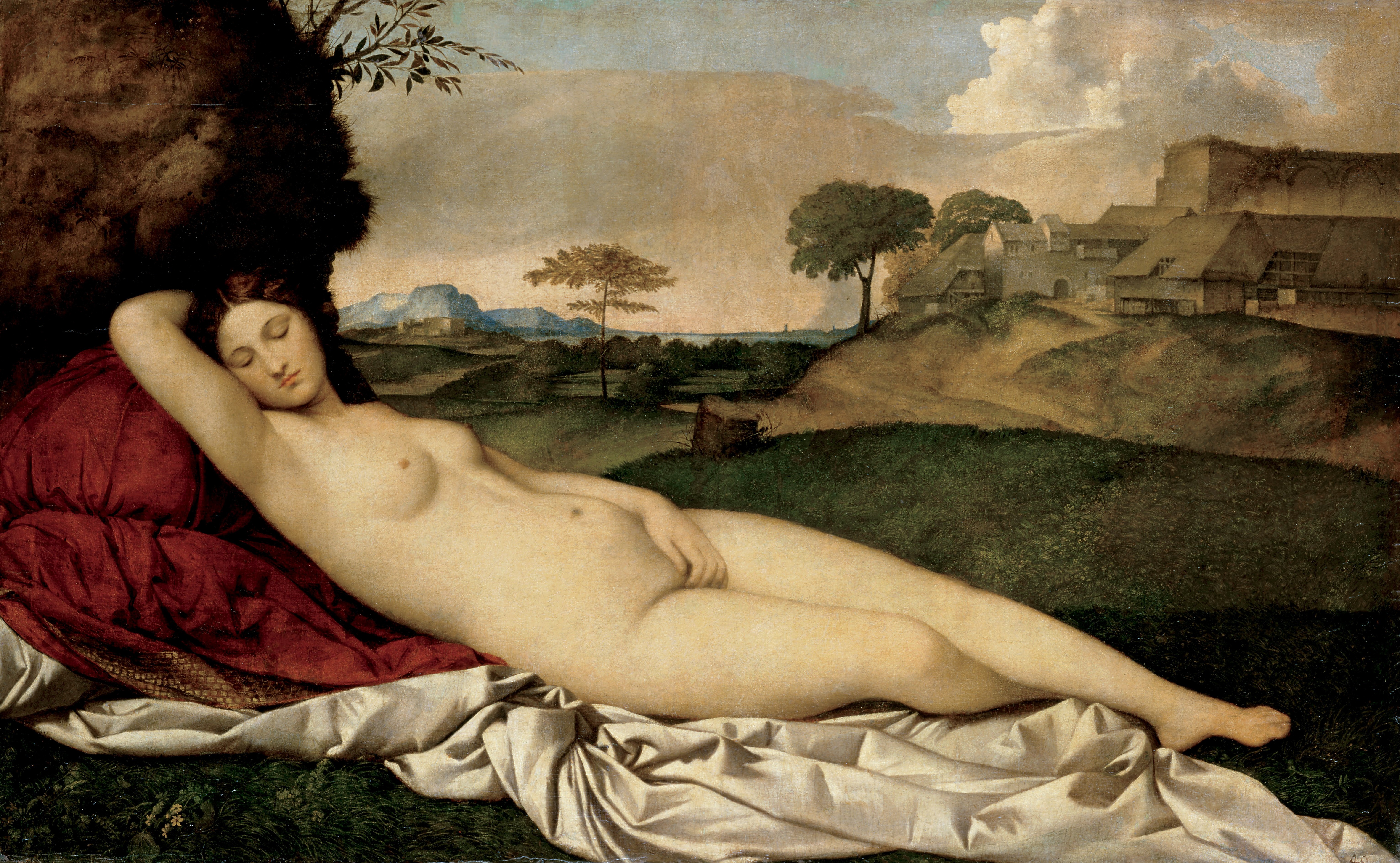
Slapende Venus (Giorgione)

Het schilderij is geïnspireerd door Titiaans Venus van Urbino, dat op zijn beurt verwijst naar Giorgione's Slapende Venus. Er bestaan ook vroegere schilderijen waarin een naakte vrouw wordt bediend door een (zwarte) dienstmeid, zoals Odalisk met slavin van Ingres (1842), Esther met odalisk van Léon Benouville (1844), en Odalisk van Charles Jalabert (1842). Het wordt ook vergeleken met Ingres' De grote odalisk uit 1814. Maar Manet beeldt hier geen geïdealiseerde odalisk af, maar een luxe sekswerker die ligt te wachten op een klant. Een klassiek werk dat qua karakter meer lijkt op de De naakte Maja van Francisco Goya.

## Het werk
Wat de tijdgenoten van Manet vooral schokte was niet zozeer Olympia's naaktheid, en ook niet de aanwezigheid van een zwarte dienstmeid, maar haar confronterende blik en een aantal details die verraden dat ze een courtisane is. De orchidee in haar haar, haar armband, de paarlen oorringen en de oosterse sjaal waarop ze ligt wijzen op weelde en sensualiteit. Het zwarte lint rond haar nek, in sterk contrast met haar bleke huid, en haar afgeworpen pantoffels beklemtonen de seksueel geladen sfeer. Terwijl Titiaans Venus haar geslacht delicaat bedekt, is de hand van Olympia stevig tegen het hare aangedrukt. Het lijkt alsof ze haar onafhankelijkheid en seksuele dominantie over mannen wil benadrukken. Manet verving het hondje (symbool van trouw) in Titiaans schilderij door een zwarte kat, symbool van prostitutie. De bloemen die worden aangeboden door de dienstmeid, zijn waarschijnlijk een cadeau van een klant.
Het schilderij wijkt af van de academische conventies uit die tijd. De stijl wordt gekenmerkt door brede, haastige penseelstreken. De harde belichting elimineert de middentonen. Er zijn grote oppervlakten met gelijke kleur, en er is weinig diepte. In vergelijking met de geïdealiseerde naakten van zijn tijdgenoten (zie bijvoorbeeld De geboorte van Venus door Alexandre Cabanel, ook geschilderd in 1863), wordt de naaktheid van de vrouw veel brutaler en rauwer afgebeeld.
Het model, Victorine Meurent, werd later zelf een bekwaam schilder. De naam van de zwarte vrouw is Laure.